# きたひろネット
きたひろネットは、広島県山県郡北広島町がかつて運営していたケーブルテレビ局である。テレビ放送・ラジオ放送・音声お知らせサービス・インターネットサービス・加入者間無料通話のIP電話サービスが実施されていた。

## センター所在地
- 北広島町有田1234番地　きたひろネットセンター
  - 北広島町役場南側に建設された。

## 沿革
- 2008年7月1日　中国総合通信局設置許可（旧芸北町地域）[リンク切れ]
- 2008年10月　北広島町情報通信施設の設置及び管理に関する条例　公布
- 2009年4月　旧芸北町地域でサービス開始。きたひろネットセンター 業務開始。
- 2010年7月　北広島町全域でサービス全面供用開始
- 2022年4月　「きたひろネット」の業務が、「ちゅぴCOM」へ業務引き継ぎされ、「ちゅぴCOM北広島支局」となる[1]

## サービスエリア
- 広島県山県郡北広島町全域

## 主な放送チャンネル

### 地上波系列別再送信局
| NHK-G   | NHK-E   | NTV        | ANN              | JNN      | TXN | FNS          | YOU13 |
| ------- | ------- | ---------- | ---------------- | -------- | --- | ------------ | ----- |
| NHK広島 | NHK広島 | 広島テレビ | 広島ホームテレビ | 中国放送 |     | テレビ新広島 |       |

### テレビ局
| アナログ | デジタル | 放送局                          |
| -------- | -------- | ------------------------------- |
| ○        | ○1       | NHK広島総合                     |
| ○        | ○2       | NHK広島教育                     |
| ○        | ○3       | 中国放送                        |
| ○        | ○4       | 広島テレビ                      |
| ○        | ○5       | 広島ホームテレビ                |
| ○        | ○8       | テレビ新広島                    |
|          | ○11      | きたひろネット コミュニティ放送 |

- 以上のチャンネルは基本契約で視聴できる。

BS放送・多チャンネル放送
- 2010年7月 サービス開始

| デジタル | 放送局       |
| -------- | ------------ |
|          | NHKBS1       |
|          | NHKBS2       |
|          | NHKBShi      |
|          | BS日テレ     |
|          | BS朝日       |
|          | BS-i         |
|          | BSジャパン   |
|          | BSフジ       |
|          | BS11デジタル |
|          | TwellV       |

- 基本契約チャンネル・BS放送と放送大学 ・サイエンスチャンネル・ショップチャンネル・QVCが、「多チャンネルミニ」加入で視聴できる。STBを使用して視聴する方式である。
- 「多チャンネルデラックス」では全60チャンネル以上の視聴となっている。
- 「多チャンネル」加入者はWOWOWなどの追加料金の有料番組が利用できる。
- チャンネル番号は公表されていない。

### ラジオ局
- 音声お知らせサービス端末機により、聴くことのできるもので、NHKラジオ第一放送・中国放送（RCCラジオ）・HFMの3局が放送されている。（出典　広報きたひろしま　2010年8月号）